# N Force
N Force — группировка новозеландских войск, размещенная на территории острова Норфолк с октября 1942 года по февраль 1944 года. 

## История
Остров Норфолк считался стратегически важным из-за станции кабельной линии связи, которая связала Австралию и Новую Зеландию. Хотя остров Норфолк и являлся территория Австралии, однако находится в зоне ответственности Новой Зеландии. Поэтому там был размещен гарнизон новозеландской армии. N Force сменил роту Второй австралийской имперской армии. Гарнизон находился в большом армейском лагере, способном разместить 1500 человек. Также был построен аэродром, в котором находился персонал Королевских ВВС Новой Зеландии (RNZAF). N Force был сформирован из отдельных частей 3-й новозеландской дивизии.  36-й батальон покинул остров, чтобы присоединиться к 3-й новозеландской дивизии на Новой Каледонии в конце марта 1943 года. Батальон был заменен 2-м батальоном полка Веллингтон-Западное побережье.
После того как союзники захватили Соломоновы острова и Новую Гвинею, остров Норфолк потерял стратегическое значение. Когда война переместилась в центральную часть Тихого океана, большую часть подразделений находившихся на острове передислоцировали на север.
В феврале 1944 года ответственность за остров Норфолк перешла от армии к ВВС. Последние новозеландские подразделения были выведены с острова Норфолк в июле 1946 года.

## Структура
N-Force включали в себя пехотное и артиллерийское подразделения Армии Новой Зеландии. В октябре 1942 года N Force состоял из 1488 военнослужащих, под командованием подполковника Дж. У. Барри. В это время N-Force состояла из:
- 36-й батальон (пехота)
- 152-я тяжелая батарея (155-мм орудия — 4 единицы)
- Отдельный отряд полевой артиллерии (25-фунтовых орудия — 4 единицы)
- 215-я смешанная зенитная батарея (3,7-дюймовых зенитных — 4 единицы; 40-миллиметровых орудий — 8 единиц)
- Инженерные подразделения и подразделения обслуживания, а также артиллерийские склады[4].